# Howlita
La howlita, también llamada khaulita o silicoborocalcita, es un mineral de la clase de los minerales boratos según la 10.ª clasificación de Strunz. Fue descubierta en 1868 en Nueva Escocia, Canadá, y fue nombrada así en honor de Henry How, químico, geólogo y mineralogista canadiense, el primero en describir este mineral.

## Características químicas
Antiguamente era clasificado como un silicato cálcico conteniendo aniones de boro, pero el estudio de su estructura indica que es un borato de calcio que contiene también silicio. 
Además de los elementos de su fórmula, suele llevar como impurezas: sodio y potasio.

## Dureza
Los análisis de dureza suelen dar un valor de 3'5, pero este podría ser la dureza para separar los granos de la forma masiva en que normalmente se encuentra, pues la dureza auténtica de uno de los cristales se ha medido en torno a 6'5.

## Formación y yacimientos
Se suele encontrar asociado a depósitos de minerales boratos. Se forma como mineral secundario en ambientes áridos.
Suele estar asociado a otros minerales como: colemanita, ulexita o bakerita.